# Balbagathis
Balbagathis és un gènere d'insectes dípters pertanyent a la família dels psicòdids que es troba a Mèxic, Centreamèrica (Costa Rica), i Sud-amèrica (la Guaiana Francesa, Veneçuela, Colòmbia Brasil -com ara, Bahia- i el Perú).

## Taxonomia
- Balbagathis agrestis (Quate & Brown, 2004)
- Balbagathis barva (Quate & Brown, 2004)
- Balbagathis confraga (Quate & Brown, 2004)
- Balbagathis discuspis (Quate & Brown, 2004)
- Balbagathis dissimilis (Quate & Brown, 2004)
- Balbagathis intrincata (Bravo, 2005)
- Balbagathis manuensis (Quate & Brown, 2004)
- Balbagathis sinuosa (Quate & Brown, 2004)
- Balbagathis sylvatica (Quate, 1996)
- Balbagathis talamanca (Quate, 1996)
- Balbagathis trispica (Quate & Brown, 2004)[8][7][9][7][10][11]